# Bahnhof Wissen (Sieg)
Der Bahnhof Wissen (Sieg) ist der Bahnhof der Kleinstadt Wissen im Landkreis Altenkirchen (Westerwald) in Rheinland-Pfalz.

## Lage
Der Bahnhof Wissen liegt an der 1859 eröffneten Siegstrecke, an welchem der Rhein-Sieg-Express (RE 9) von Aachen nach Siegen sowie die Westerwald-Sieg-Bahn (RB 90) von Limburg über Diez Ost, Westerburg, Hachenburg, Nistertal Bad Marienberg, Betzdorf und Siegen nach Kreuztal verkehren.
Ebenso war Wissen seit 1890 der Beginn der Bahnstrecke Hermesdorf–Wissen (Sieg) nach Hermersdorf, welche 1945 stillgelegt wurde.
Der Bahnhof Wissen befindet sich in Wissen, einer Kleinstadt im Landkreis Altenkirchen in Rheinland-Pfalz und Sitz der Verbandsgemeinde Wissen, somit im Verbundgebiet des Verkehrsverbunds Rhein-Mosel (VRM). Der Tarif des Verkehrsverbund Rhein-Sieg (VRS) gilt im Landkreis Altenkirchen, sofern Start- oder Ziel der Fahrt im VRS-Gebiet liegen, der Tarif der Verkehrsgemeinschaft Westfalen-Süd (VGWS) für Fahrten mit Start- oder Zielbahnhof in deren Gebiet. Letztgenannter ist seit August 2017 durch den Westfalentarif abgelöst.
Der Bahnhof hat 76 cm hohe Bahnsteige, welche barrierefreien Einstieg erlauben, zudem gibt es an allen Bahnsteigen einen Aufzug. Es existiert ein Blindenleitsystem. Im Bahnhof befindet sich ein Reisezentrum, welches durch die Westerwaldbahn GmbH betrieben wird.
Der Busverkehr wird hier vorrangig durch die Firmen Martin Becker GmbH und Westerwaldbus betrieben. Der Bahnhof besitzt einen Taxistand, eine Park-and-Ride-Anlage und eine Bike-and-Ride-Anlage. Der Fernwanderweg Natursteig Sieg liegt ebenfalls in naher Umgebung.

## Geschichte
1938 war der Bahnhof in die Bahnhofsklasse II eingestuft.
Im Jahr 2006 erfolgte die Eröffnung des heutigen Regiobahnhofs. Über mehrere Jahre wurde zuvor das heruntergekommene und stark verwahrloste Bahnhofsareal für 14 Millionen Euro umgebaut. In dieser Umbau- und Neubauphase ist der heutige Bahnhof inklusive der neuen Personenüberführung entstanden. Außerdem wurde die neu trassierte Bundesstraße B 62 und der neu angelegte Busbahnhof unterhalb von Bahnhofsgebäude und Parkdeck eröffnet.

## Linienpläne
| Linie | Verlauf | Takt                                             |
| ----- | --- | ------------------------------------------------ |
| RE 9  | Rhein-Sieg-Express: Aachen Hbf – Aachen-Rothe Erde – Stolberg (Rheinl) Hbf – Eschweiler Hbf – Langerwehe – Düren – Horrem – Köln-Ehrenfeld – Köln Hbf – Köln Messe/Deutz – Porz (Rhein) – Troisdorf – Siegburg/Bonn – Hennef (Sieg) – Eitorf – Herchen – (Dattenfeld –)* Schladern (Sieg) – (Rosbach (Windeck) –)* Au (Sieg) – (Etzbach –)* Wissen (Sieg) – (Niederhövels – Scheuerfeld (Sieg) –)* Betzdorf (Sieg) – Kirchen – Brachbach (– Niederschelden – Eiserfeld (Sieg))* – Siegen Hbf * Halt einzelner Züge im Nacht- und Berufsverkehr Stand: Fahrplanwechsel Dezember 2023 | 60 min                                           |
| RB90  | Westerwald-Sieg-Bahn: (Kreuztal – Siegen-Geisweid – Siegen-Weidenau –)* Siegen Hbf – Eiserfeld (Sieg) – Niederschelden Nord – Niederschelden – Mudersbach – Brachbach – Freusburg Siedlung – Kirchen – Betzdorf (Sieg) – Scheuerfeld (Sieg) – Niederhövels – Wissen (Sieg) – Etzbach – Au (Sieg) – Geilhausen – Hohegrete – Breitscheidt (Kr Altenkirchen Ww) – Kloster Marienthal (wochentags zweistdl.) – Obererbach – Altenkirchen (Westerwald) – Ingelbach – Hattert – Hachenburg – Unnau-Korb – Nistertal-Bad Marienberg (– Büdingen (Westerw) – Enspel – Rotenhain) (zweistündlich) – Langenhahn – Westerburg – Willmenrod – Berzhahn – Wilsenroth – Frickhofen – Niederzeuzheim – Hadamar – Niederhadamar – Elz (Kr Limburg/Lahn) – Staffel – Diez Ost – Limburg (Lahn) * einzelne Züge an Werktagen Stand: Fahrplanwechsel Dezember 2024 | 60 min zus. Verstärkerzüge Betzdorf–Altenkirchen |